# Han-na
ハンナ（Han-na）は、日本のロック・バンド。メンバー全員が北海道出身。1989年11月21日CDシングル「暗くなるまでまって」でビクターエンタテインメント・Invitationからデビューした。アルバム1枚とシングル3枚を残したが、活動期間は僅か2年程だった。

## 概要
1982年、札幌でボーカルの倉本ひとみが率いる女子大生バンドにギターの伊藤アキトモ、沼田恵三が加わり前身のバンド「3.2.5」が結成された。当初はエキセントリックなニューウェーブ系サウンドを構築。かつ叙情的なスローナンバーも得意とした稀有なバンドとして、複数のコンテストで成績を残した。
1987年、ドラム平谷庄至の加入を機に「Han-na」に改名。ニューウェーブ系サウンドからよりエモーショナルな方向に変化する。同年、「キリン ザ・ポップスグランプリ」に応募しグランプリを受賞。受賞曲を含むシングル「Baby Rabies / 深紅のイリュージョン」をリリース。札幌のライブハウス「ペニーレーン」での動員記録を二度更新。道新ホールで二度のワンマンライブを行う。
北海道文化放送のCMに起用される等、精力的に活動。ビクターエンタテインメントのディレクター高垣健の目に止まり上京。キティ・アーティストに所属し、1989年にメジャーデビューを果たした。1991年に音楽の方向性の違いから解散した。

## メンバー

### 解散地点のメンバー
- 倉本ひとみ（くらもと ひとみ）ボーカル

　　北海道室蘭市出身。血液型A。
- 伊藤アキトモ（いとう あきとも）ギター

　　北海道札幌市出身。血液型B。
- 沼田恵三（ぬまた けいぞう[3]）ギター・コーラス

　　北海道札幌市出身。血液型A。
- 平谷庄至（ひらや しょうじ）ドラム・コーラス

　　北海道札幌市出身。血液型A。
- 伊藤浩士（いとう ひろし）ベース

　　北海道札幌市出身。血液型AB。

## ディスコグラフィー

### シングル
- 1989.11.21 暗くなるまでまって ＜CD/VDRS-1193/VICTOR＞

1. 暗くなるまでまって
2. 氷のクレセント

- 1990.07.21 メロディ ＜CD/VIDL-15/VICTOR＞

1. メロディ
2. ハートをほどいて （リミックス）

- 1990.12.01 “Mama” ＜CD/VICL-12003/VICTOR＞

1. “Mama”
2. 3・2・1とノックして
3. 瞳で抱いて

### アルバム
- 1990.02.21 暗くなるまでまって ＜CD/VICL-6/VICTOR＞

1. 眠れる夜のために
2. 暗くなるまでまって
3. あなたは待っている
4. 時計はもういらない
5. フーガの夏
6. ハートをほどいて
7. シャンプー!
8. ウォーター
9. ルラ・ルー
10. どうすればいいの